# Monteleone Rocca Doria
Monteleone Rocca Doria (sardisk: Monteleòne) er en by og en kommune (comune) i provinsen Sassari i regionen Sardinien i Italien. Byen ligger i 368 meters højde og har 102 indbyggere (2016). Kommunen har et areal på 13,39 km² og grænser til kommunerne Padria, Romana og Villanova Monteleone.